# Бугринская волость
Бугри́нская во́лость — административно-территориальная единица Томского (1895—1917), а позднее — Новониколаевского уезда (1917—1925).
Входила в состав губерний: 
- 1895—1921 — Томская губерния;
- 1921—1925 — Новониколаевская губерния.

## История
В связи со строительством через соседний Новониколаевск Транссибирской магистрали находящееся на левом берегу Оби волостное село Большое Кривощёково было снесено, а крупнейшим из оставшихся сёл оказалось Бугринское. Именно туда и была перенесены деревянная православная церковь во имя Святителя Николая Чудотворца, волостное правление и ещё несколько добротных общественных домов. 7 декабря 1895 года церковь была заново освящена протоиереем Диомидом Чернявским.
С обретением церковного прихода и управы деревня Бугринское сменила статус на волостной центр Томского уезда Томской губернии.
Летом 1917 года волость перешла в состав вновь созданного Новониколаевского уезда.
В период с весны 1918 по декабрь 1919 на территории волости проходили отдельные события российской Гражданской войны.
С падением способности к сопротивлению белых армий и с приходом в декабре 1919 года в Ново-Николаевск и Томск Красной Армии, на территории волости установилась советская власть. Ранней весной 1920 года в волостном центре были образованы районный комитет РКП(б) и при нём Волосной революционный комитет, а также сельский и волостной Советы рабочих, крестьянских и красноармейских депутатов. При ВолСовете формируется волостной военный комиссариат (военкомат), волостная чрезвычайная комиссия (волВЧК), суд. Основная власть в форме диктатуры РКП(б) в Сибири в те годы, по специальному мандату В. И. Ленина, осуществлялась специально созданным Сибревкомом.
В период с 1923 по 1930 гг. в советской стране проведена реформа районизации: ликвидировались волости, уезды и губернии; вместо нескольких волостей или одной укрупнённой волости создавался административный район. Решением Сибревкома летом 1925 года ликвидировались сибирские губернии, вместо них с августа появился Сибирский край.
В 1925 году территория Бугринской волости вошла в состав Новониколаевского округа Сибкрая на правах отдельного Бугринского района. В состав района были включены также прежние Прокудская, Вознесенская и часть Верх-Ирменской волости.
Через 4 года район будет упразднён в связи с включением территории волости в состав левобережной части территории города Новосибирска.